# Hypolimnas diocippus
Hypolimnas diocippus är en fjärilsart som beskrevs av Pieter Cramer 1775. Hypolimnas diocippus ingår i släktet Hypolimnas och familjen praktfjärilar. Inga underarter finns listade i Catalogue of Life.